# Empoasca kraemeri
Empoasca kraemeri är en insektsart som beskrevs av Ross och Moore 1957. Empoasca kraemeri ingår i släktet Empoasca och familjen dvärgstritar. Inga underarter finns listade i Catalogue of Life.